# Omeleanivka, Bârzula
Omeleanivka (în ucraineană Омельянівка) este un sat în comuna Ocna din raionul Bârzula, regiunea Odesa, Ucraina.

## Demografie
Componența lingvistică a localității Omeleanivka
     Ucraineană (91,18%)
     Română (8,82%)
Conform recensământului din 2001, majoritatea populației localității Omeleanivka era vorbitoare de ucraineană (91,18%), existând în minoritate și vorbitori de română (8,82%).